# ジョックストラップ

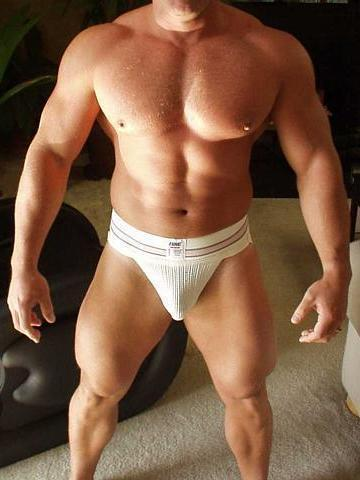
ジョックストラップ（一般競技用）

ジョックストラップ (jockstrap) は、男性用下着の一種で運動時の陰部の揺れや動きを防ぐためのスポーツ用サポーターである。日本ではスポーツアンダーサポーターと呼ばれることもある。
幅広なゴム素材のウエストバンドに収縮性のある生地の局部サポートポーチが縫い付けられており、（ブリーフやボクサーブリーフとは異なり）臀部を生地で覆う代わりに、2本の帯状ストラップのみが局部ポーチ下部からウエストバンド左右に向けて臀溝に密着するように固定されている。
日本を含む諸外国より欧米（特にアメリカ、イギリス）においてアメリカンフットボール、野球、ラグビー、レスリング、アイスホッケー、格闘技、クリケット、ボクシング、ラクロス、陸上競技等のスポーツで使用されている。

## 概要
局部サポートポーチが収縮性のあるメッシュ地で作られたもの（一般競技用）が最も典型的な種類とされているが、ボールなどから睾丸を保護するカップを収めるポケットがつくられたものや、ホッケーストッキングを固定するためのガーターベルトがついたアイスホッケー用、速乾性向上のためウエストバンドが細く作られた水泳・ジョギング用など　それぞれのスポーツに特化したものもある。
現在の形は1874年に当時の自転車が快適なサドルを装備していなかったため、局部保護を目的としてシカゴのスポーツ用品メーカーBIKE Athletic Companyが開発し、当初はサイクリスト、並びに乗馬用として発売された。1940年代頃はスポーツ用サポーターとして広まり、一部の公立の中学・高校では体育授業の指定ユニフォームとなり、プロフェッショナルから大学、高校のスポーツ選手の定番となった。
アメリカの学生文化の中で、運動に長けている学生をジョックと呼ぶ。
近年スポーツ用サポーターとしての機能性よりも、素材や色に特徴をつけファッション性を加えたものも発売されている。
このトレンドは欧米でジョックストラップがスポーツ用サポーターとして一般的で、運動選手のアイコンとして確立されたのを背景に、ひとつの発展型として作られたと考えられる。

## 日本での普及
1970年代には日本でも大学のラグビー選手、自衛隊体育学校の学生を中心に普及し始めたが、欧米人男性と比べ一般の日本人男性の睾丸が小形で軽量な事や、陰嚢の形状が比較的低く垂れることのない事などから、日本のスポーツ界では保護カップ使用目的以外で急所サポーターを重要視する声が少なかった。近年、アメリカンフットボール等のスポーツ留学者やNFLヨーロッパに参戦した日本人選手を中心に国内でも再び使用者が増え始めている。

## デザインの違い

### 一般的な着用例

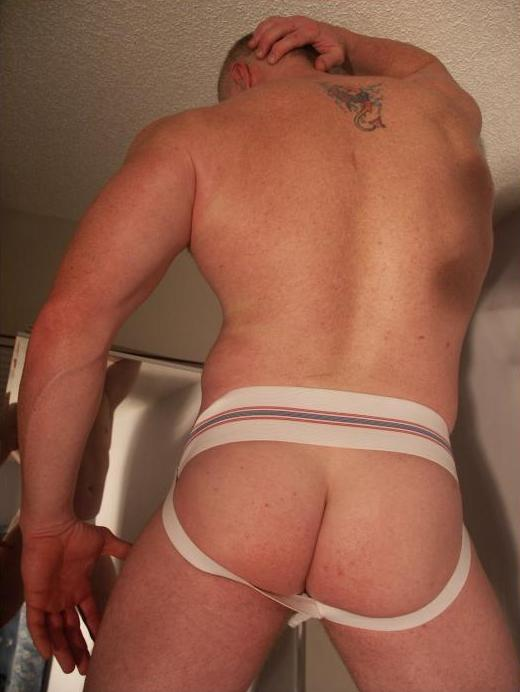
ジョックストラップ着用部1
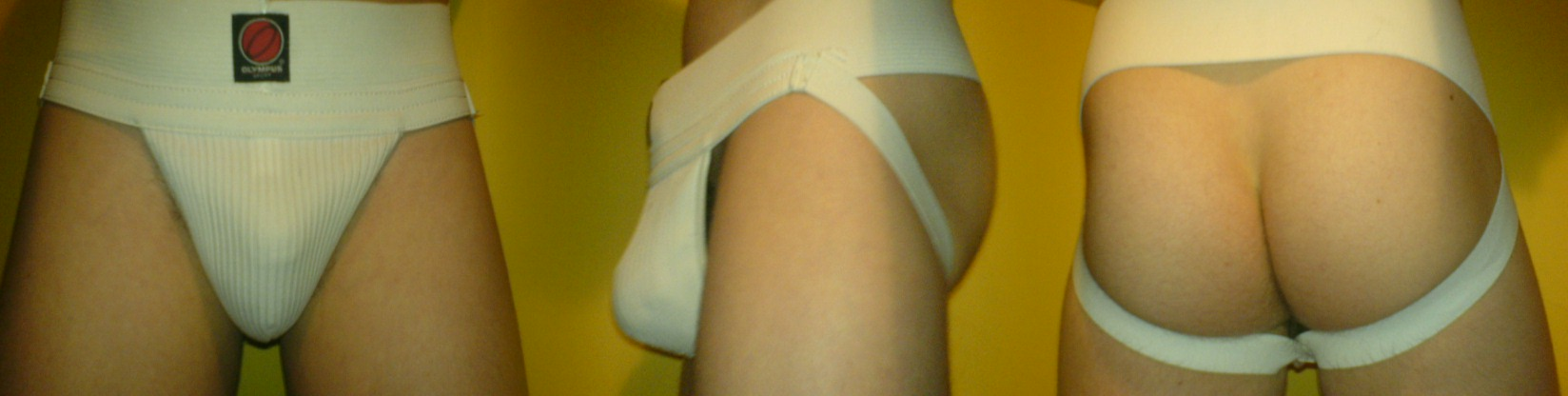
ジョックストラップ着用部2
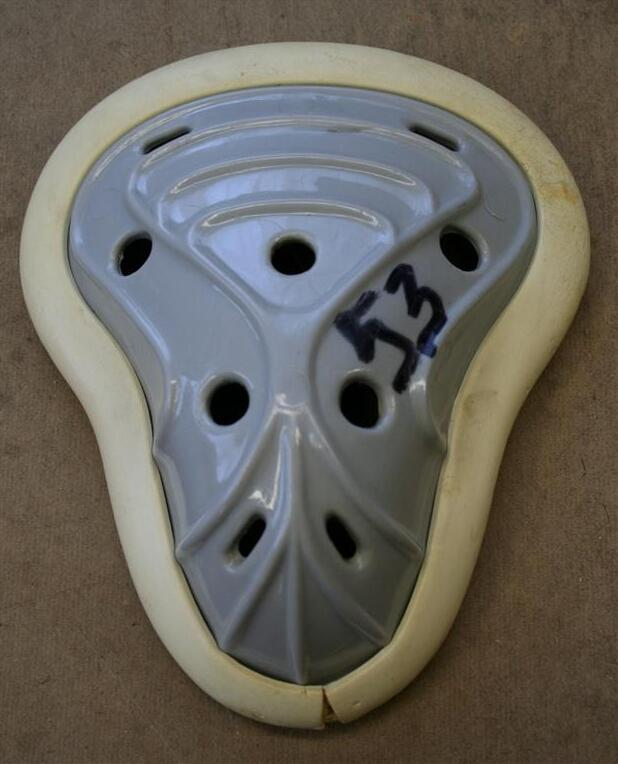
保護カップ（表）
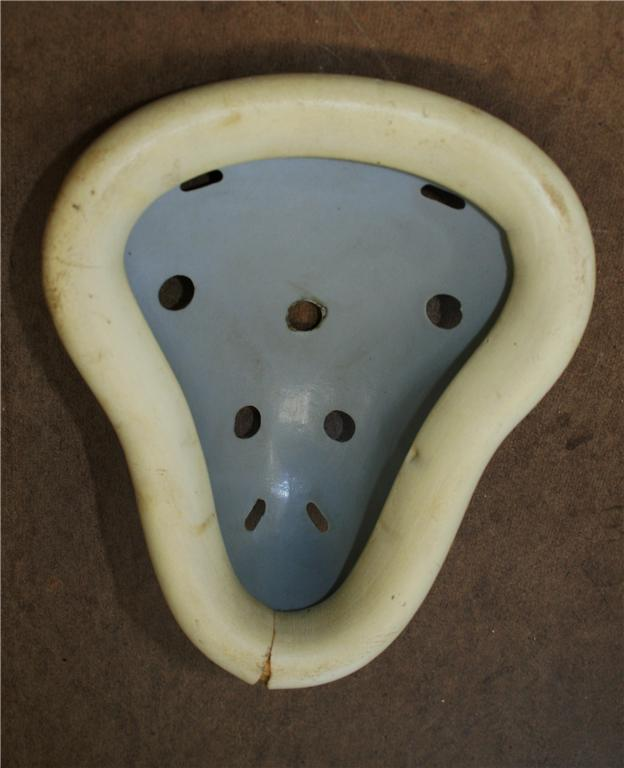
保護カップ（裏）